# Virgin Killer (singolo)
Virgin Killer è il terzo singolo pubblicato dagli Scorpions.
Il disco è stato messo in commercio esclusivamente in Giappone per promuovere l'omonimo album che di lì a poco raggiungerà la cifra di vendite necessaria per vincere il disco d'oro.

## Tracce
1. Virgin Killer (Roth) - 3:41
2. Hell Cat (Roth) - 2:54

## Formazione
- Klaus Meine: Voce
- Ulrich Roth: Chitarra
- Rudolf Schenker: Chitarra
- Francis Buchholz: Basso
- Rudy Lenners: Batteria